# Mariyam Kaba'afa'anu Rani Kilege
Mariyam Kaba'afa'anu Rani Kilege, död 1691, var en sultaninna av Maldiverna. Hon var regent i Maldiverna under sin sons omyndighet från 1687 till 1691. 
Maryam var gift med sultan Ibrahim Iskander I av Maldiverna, med vilken hon fick en son. År 1687 avled maken och efterträddes av hennes son Kuda Muhammad. Maken avled möjligen efter att ha blivit förgiftad av henne. Hon blev Maldivernas regent som förmyndare för sin son. Under en båtfärd vid ön Dunidu antändes krutmagasinet av en gnista från en segersalut och den båt hon färdades med förstördes. Maryam avled, och hennes son avled strax därefter av sina skador.